# Sistemas de costeo
En la contabilidad actual, existen diferentes tipos de sistemas que se usan para generar información para diferentes propósitos. Uno de los más usados y conocidos es el sistema de contabilidad de costos, el cual su objetivo es acumular los costos de los productos o servicios de una organización. La información del costo de un producto o servicio es usada por los gerentes para establecer los precios del producto, controlar las operaciones y desarrollar estados financieros. También, el sistema de costeo mejora el control proporcionando información sobre los costos incurridos por cada departamento de manufactura o proceso.
Dependiendo de "CÓMO" se acumulan los costos para costear la producción, los sistemas de costeo se clasifican en:
- Costeo por Órdenes. Este sistema proporciona un registro separado para el costo de cada cantidad de producto que pasa por la fábrica. A cada cantidad de producto en particular se le llama orden.
- Costeo por Procesos. En este sistema, los costos son acumulados por cada departamento o proceso en la fábrica.

- Datos: Q2843310